# Smederevska Palanka
Smederevska Palanka (Servisch: Смедеревска Паланка) is een stad in het district Podunavlje in Centraal-Servië. In 2002 telde de stad 25.300 inwoners.

## Galerij

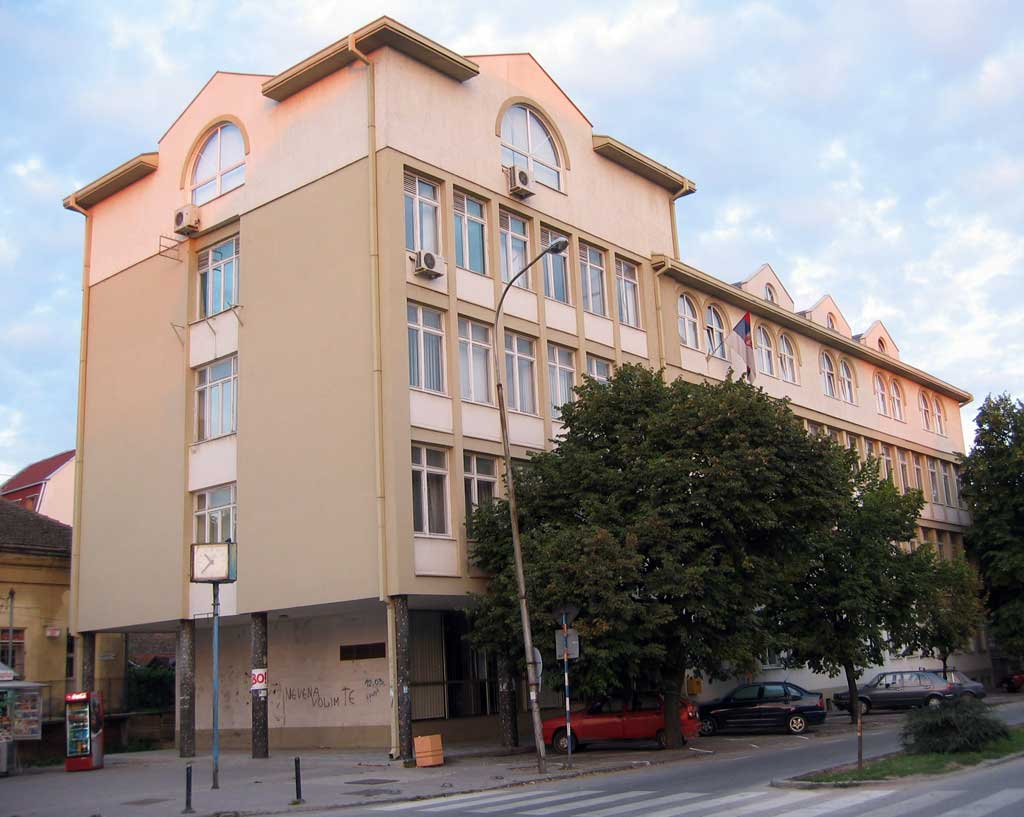
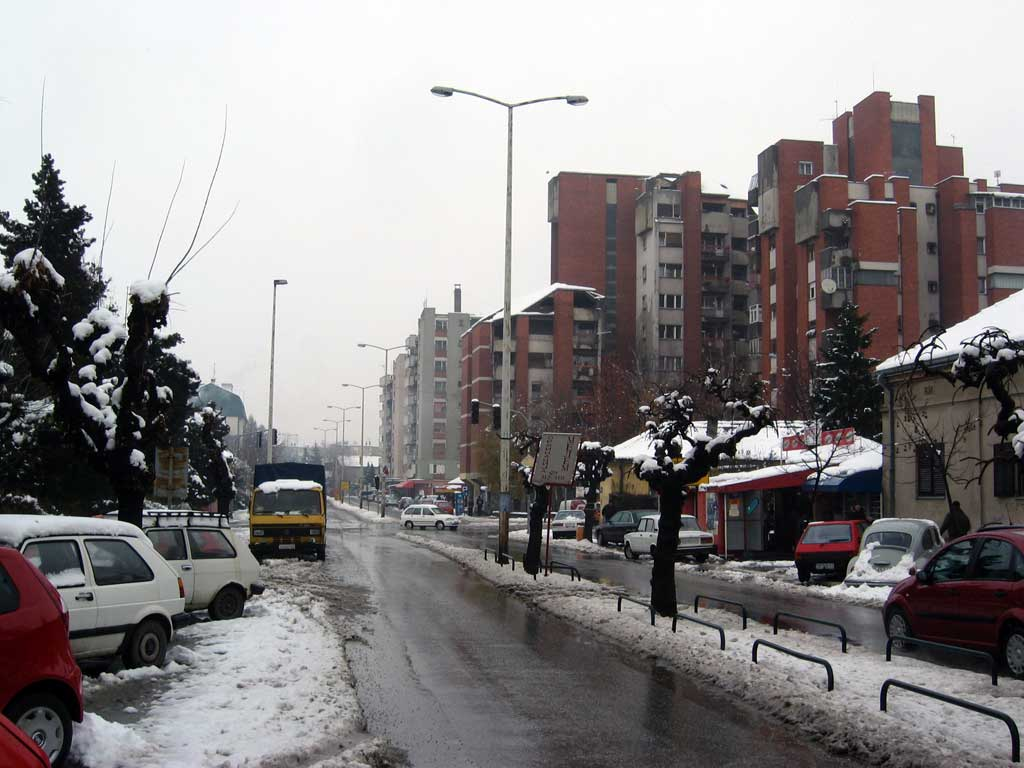
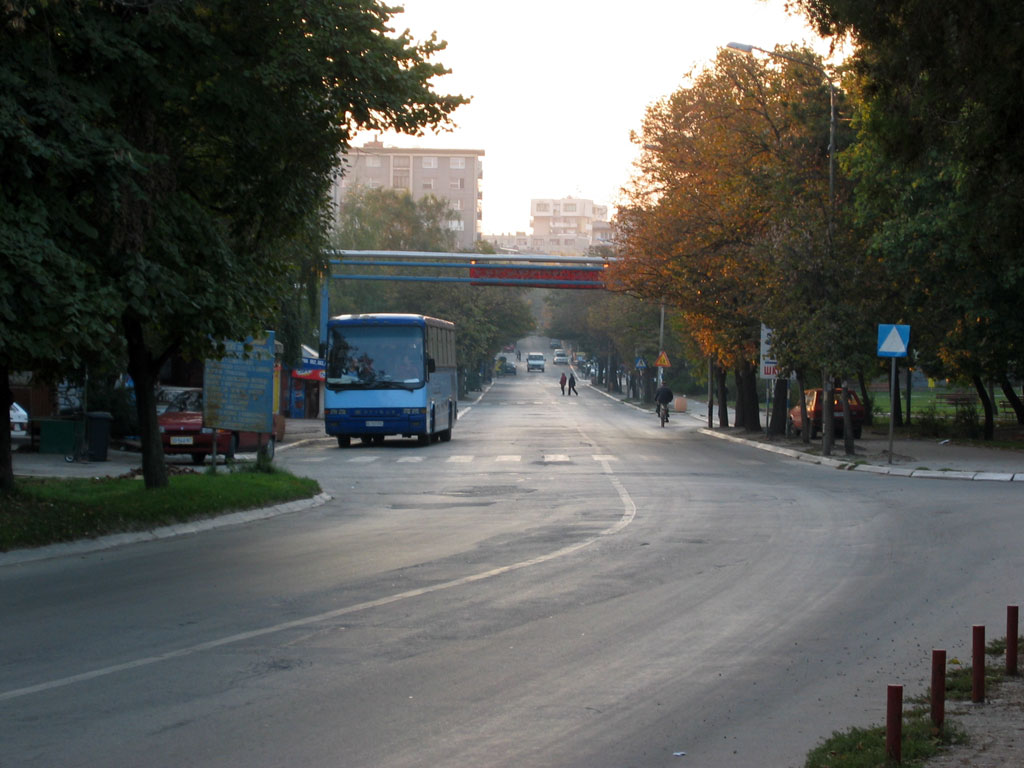
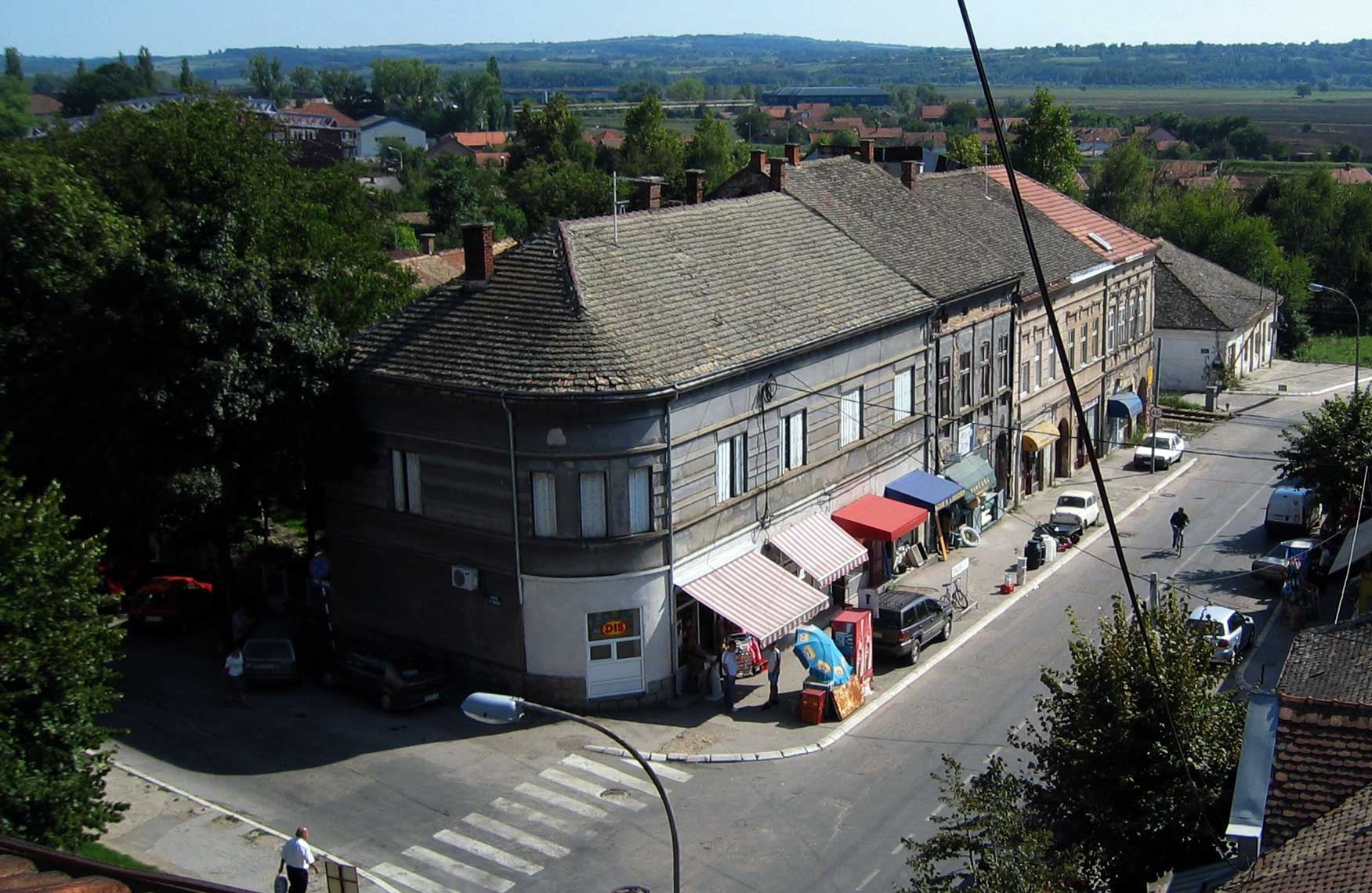
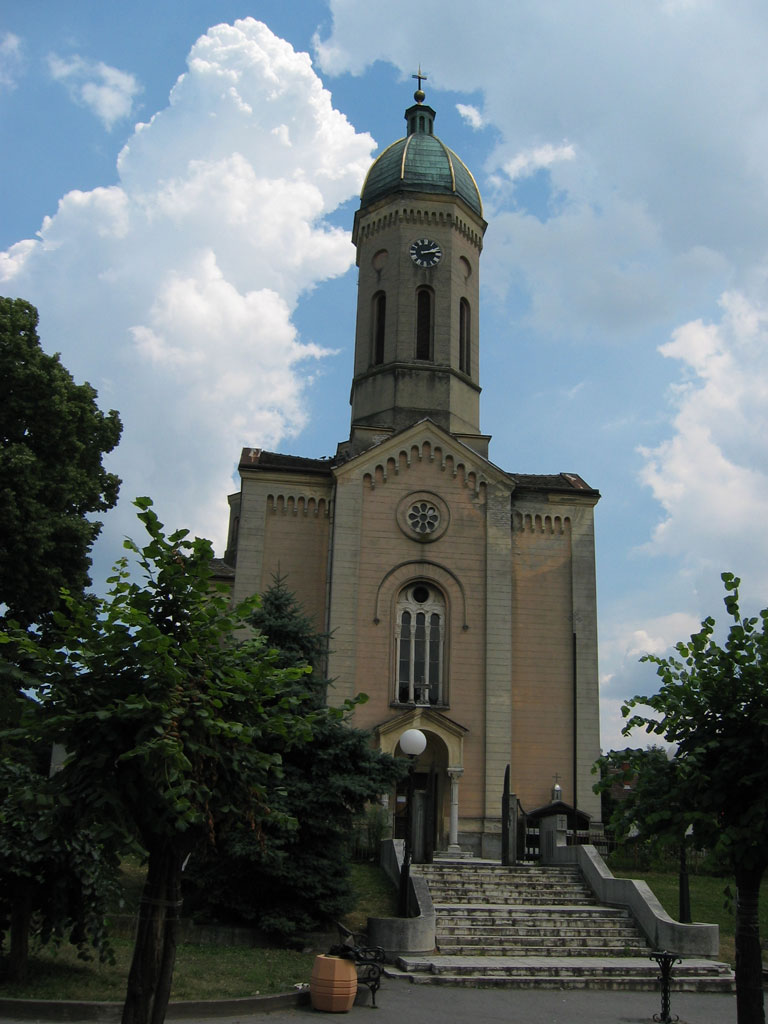
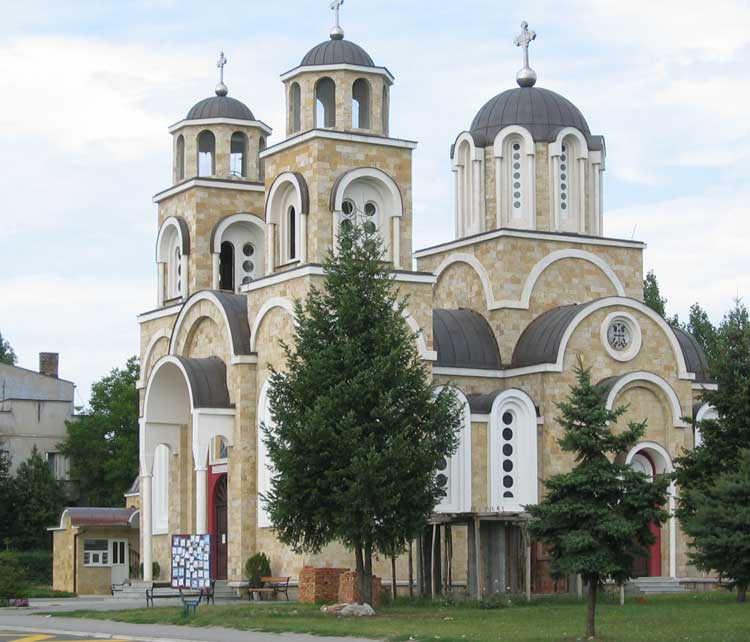
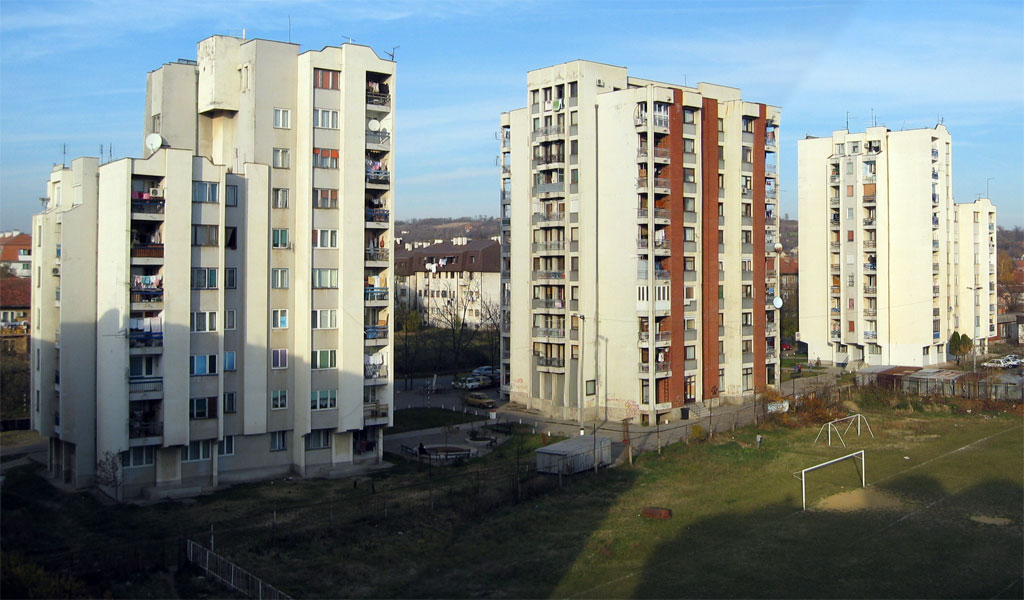
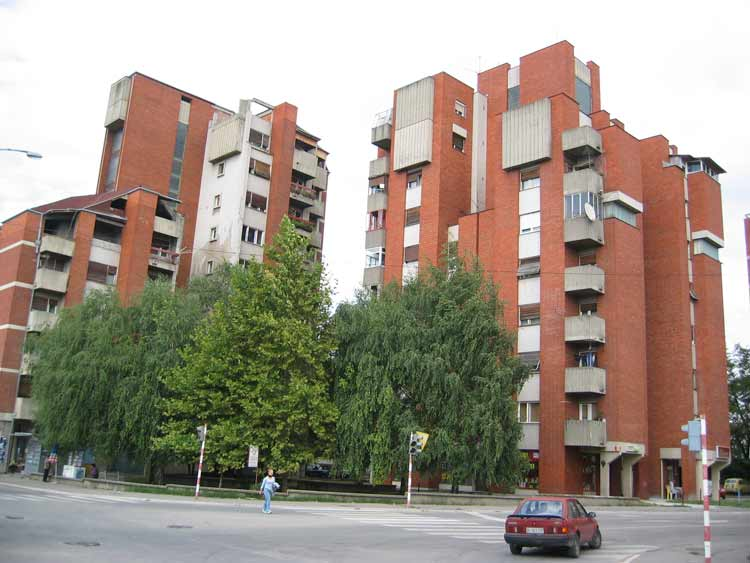
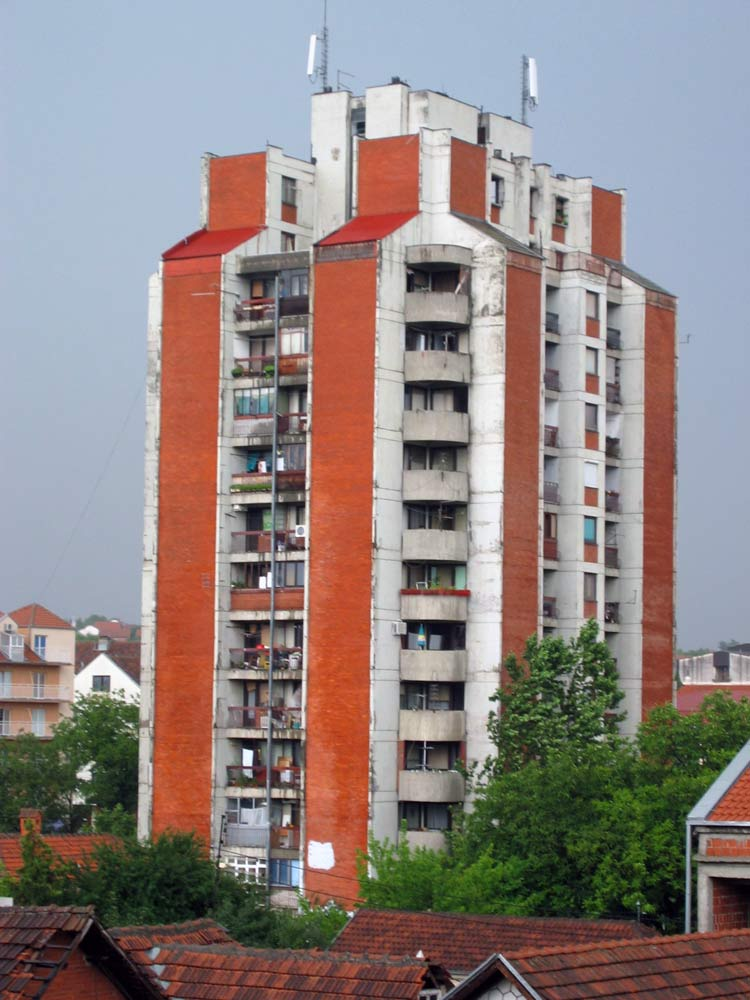
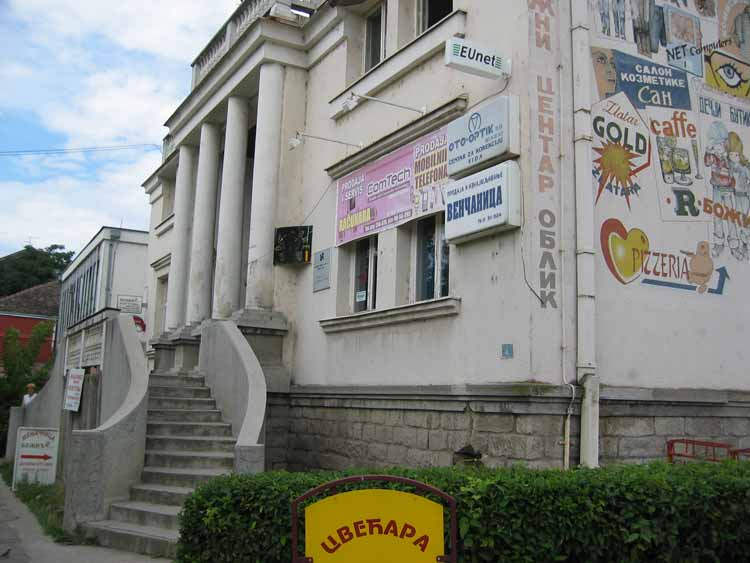
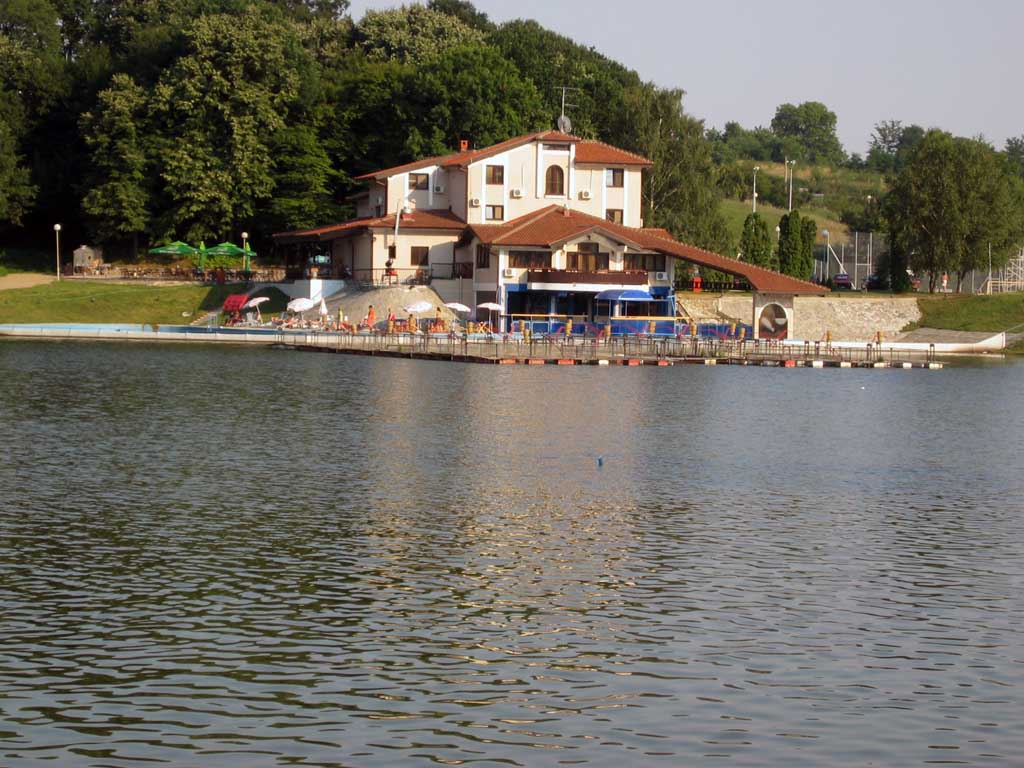
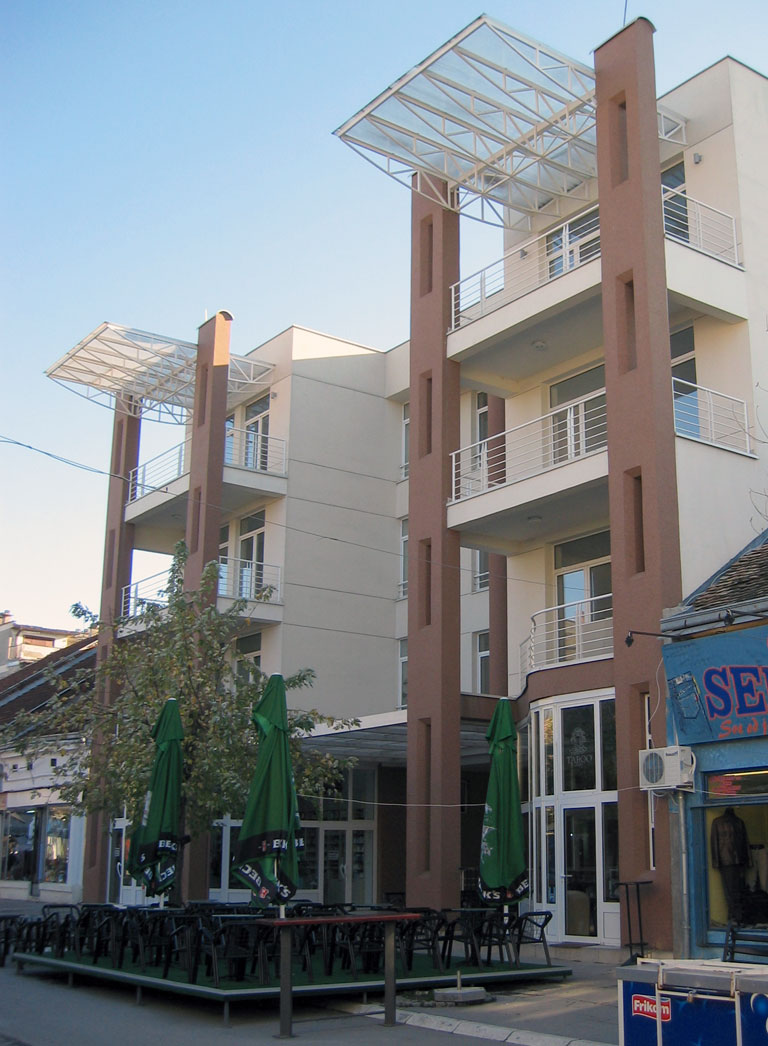